# Les Blagues de Toto (film, 2020)
Pour les articles homonymes, voir Les Blagues de Toto (homonymie).
Série
Les Blagues de Toto 2 : Classe verte
Pour plus de détails, voir Fiche technique et Distribution.
Les Blagues de Toto est un film franco-belgo-luxembourgeois réalisé par Pascal Bourdiaux, sorti en 2020. Le film a une suite sortie en 2023 Les Blagues de Toto 2 : Classe verte.

## Synopsis
Toto est le roi des blagues : changer la température de l'eau de la douche, faire tomber toutes les pommes du rayon fruits et légumes du supermarché, etc... Mais il doit se calmer car sinon, il va se retrouver en pensionnat, mais pour lui c'est plus facile à dire qu'à faire car il ne résiste pas à transformer un moment du quotidien en blague hilarante. Un jour, la Directrice convoque les parents de Toto pour les prévenir qu'elle est fatiguée des plaisanteries de Toto et qu'il a manqué de tuer son fils Igor, en lui tombant dessus pendant la prise d'une photo de classe.
Par la suite, Roger-Justin Petit, le grand Directeur véreux de l'entreprise immobilière à qui appartient la moitié de la ville, charge Duvivier de la sécurité du musée d'art contemporain qu'il a fondé à sa propre gloire et nomme le père de Toto chef comptable. En même temps, il ne réussit pas à persuader Mr William de vendre sa propriété malgré les précédentes pressions et menaces de représailles de RJP.
Le jour de l'exposition du musée organisée par RJP se produit une manifestation des opposants du chef mais Jérôme qui est de garde envers Toto emmène ce dernier assister à l'exposition du musée et lui ordonne de se tenir à carreau. Il retrouve Igor qui est aussi invité avec sa mère pour l'exposition du musée et propose d'inviter Toto à son anniversaire et se lier d'amitié avec lui en lui affirmant qu'aucun autre élève n'est libre ce jour-là car Yassine a foot, Jonas est privé de sortie pendant un an et Olive ainsi que Carole doivent toutes les deux s'occuper du poisson de cette dernière. Pendant ce temps, Toto fait chuter un serveur en défaisant ses lacets et lui vole son plateau de nourriture pour se goinfrer en manquant de faire chuter une sculpture rattrapée par Igor qui ne la tient pas longtemps. Soudain, RJP, qui vient de faire un discours en annonçant qu'il invite tout le monde à visiter son musée, aperçoit la chute d'une des sculptures qui décapite accidentellement la tête de la statue à son effigie et fait renvoyer Duvivier, car il devait assurer la sécurité.
Tout le monde soupçonne Toto car il a ri du sabotage de la statue (où la tête est décapitée), bien que ce dernier affirme qu'il n'y est pour rien, mais tous ses camarades de classe reçoivent l'ordre de leurs parents de ne plus lui adresser la parole à savoir Yassine, Olive, Carole, Jonas et Arnold. Toto, n'ayant plus d'amis ni d'amoureuse décide de se joindre à Igor, le fils de la directrice de l'école, en lui demandant de l'aide pour l'innocenter de l'incident au musée et devient enfin son meilleur ami. Les deux garçons font le pacte : si Igor aide Toto à prouver son innocence de l'incident qu'il y a eu au musée, Toto lui promet en échange de ne plus jamais le traiter de fayot et de le prendre sous son aile pour devenir aussi marrant que lui. Igor accepte, puis accueille Toto chez lui et voit la vidéo du musée dans l'ordinateur, sachant que les deux garçons n'y figurent pas, ils réalisent qu'un homme a tout filmé depuis la vitre extérieure du musée.
Au même moment, ils vont chez la maman de Toto pour élaborer un plan de s'infiltrer chez l'homme mystérieux (dont Igor estime que c'est un cambriolage) et ordonnent à papi de surveiller le jardin. Les garçons s'incrustent chez le voisin, filent à son bureau et découvrent rapidement qu'il est le détenteur du blog pirate et accumule les articles de presse sur RJP. Ils essayent de se servir de son ordinateur sans succès mais l'homme mystérieux qui les surprend est en réalité Mr William, le même voisin qui avait refusé que RJP lui rachète sa propriété en refusant aussi l'accès au père de Toto et met les deux enfants dehors, Toto lui affirme qu'il est accusé à tort d'avoir fait le carnage au musée. Le voisin le félicite, car en tant qu'ennemi principal de RJP, ça l'a réellement amusé d'y avoir tout assisté et décide de s'allier aux deux garçons qui sont aussi rejoints par Carole.
Pendant ce temps, les parents de Toto visitent trois pensions : La 1re est trop stricte, à la Full Metal Jacket dont les punitions sont corvée de patates au moindre retard et trois jours de cachot à la moindre rigolade. La deuxième pension est assez bordélique car la directrice n'a aucune autorité et est trop laxiste. Par contre pour la troisième, entre sport collectif tous les matins et port obligatoire de l'uniforme, tous les élèves sont très polis entre eux-mêmes et aussi envers la directrice, puis cette dernière affirme aux parents que ça va définitivement métamorphoser leur fils. Les parents de Toto ne sont pas vraiment d'accord de ce qu'a dit la directrice de la dernière pension et décident d'affronter RJP.
À l'école, la maîtresse confisque la balle rebondissante de Toto et l'enferme dans son placard à clé. Toto se porte ensuite volontaire pour réciter la table de 7 en chantant, sans succès mais réussit à dérober la clé de l'institutrice. À la fin de la journée, Toto, Igor et Carole qui s'étaient cachés sous la table, sans que la maîtresse s'en rende compte, ouvrent l'armoire et découvrent qu'elle a conservé au cours des années des articles sur RJP et est décidée à le faire payer cher de ses magouilles, en plus des objets de Toto que la maîtresse a confisqués.
Les 3 enfants et William suivent, dans le camion, l'institutrice jusque chez elle et présument qu'elle est la vraie coupable de l'incident du musée en menant une double vie, puis la suivent jusqu'au musée où seul Toto s'y introduit sans être vu. Ensuite, ce dernier surprend discrètement une conversation entre RJP et Jolibois qui décident de collaborer, en oubliant leurs désaccords passés, essaye de rassurer l'institutrice qu'elle sera remplacée et la présente au père de Toto pour lui annoncer qu'elle va devenir la nouvelle cheffe d'entreprise.
Au même moment, Toto qui s'était caché dans une bouche d'aération, chute accidentellement sur le bureau de RJP et l'accuse, puis son père ainsi que la maîtresse du sabotage de la sépulture du musée mais se rendit enfin compte que c'est en réalité Igor qui a fait le carnage au musée. Furieux, son père l'envoie en pension (la troisième qu'il a visitée précédemment) en promettant à son chef et à l'institutrice que Toto les laissera tranquille. Par la suite, ce dernier répondit à Igor qu'il sait ce qu'il a fait au musée mais lui rassure qu'il ne l'a pas balancé. Ce dernier assiste son départ en pension impuissant et très attristé, jusqu'à pleurer. Se sentant coupable de ce qu'il a fait au musée, Igor affirme que c'est lui et pas Toto qui a gâché le festin au musée de RJP mais personne ne le croit capable de commettre ces actes odieux.
Plus tard, Igor, pour lui prouver sa reconnaissance et loyauté envers son meilleur ami qui ne l'a jamais balancé, Yassine, Olive, Carole, William et papi décident d'aller délivrer Toto qui a subitement métamorphosé, les 4 enfants dérobent l'uniforme, se font passer pour les pensionnaires et retrouvent Toto à la cantine. Alors, qu'ils ont décidé de le faire évader, ce dernier répondit qu'il s'est calmé depuis que son père l'a collé en pension, a cessé de faire des farces, qu'il fait beaucoup de sport collectif, a de l'arithmétique à passer et avertit aux encadrants leur présence. Yassine, furieux, lui met de la purée sur la figure pour le faire réagir et encourage les autres pensionnaires de faire la même chose.
Ils parviennent à s'évader en prétextant que Toto s'étouffe avec du poulet, sont poursuivis par les encadrants, Igor se débarrasse d'eux, après avoir emprunté les balles de golfs de deux pensionnaires. Puis, les cinq enfants quittent le pensionnat avec papi et William. Ils se réfugient dans un stade de foot, Toto redevient lui-même après avoir ri à une blague d'Igor qui est touché par le compliment de Toto dont ce dernier se réconcilie avec Yassine, Olive et Carole, mais leurs parents ont retrouvé leurs traces en les poursuivant jusqu'au musée de RJP, en neutralisant les vigiles du musée. Toto tente de convaincre Igor de refaire le sabotage, ce dernier refuse en lui affirmant que la 1re chute était involontaire et pas marrante, étant donné qu'un bout de sa veste était coincé sous le socle d'une sépulture. Alors que la directrice d'école attrape son fils, Toto fait chuter la sépulture d'un coup de pied en rendant service à Igor. Au même moment, RJP s'en prend à Jérôme alors que ce dernier lui avait précédemment promis que son fils serait envoyé en pension. Jérôme finit par se révolter, ayant marre des magouilles de son patron, fait chuter violemment ce dernier en le poussant. La sculpture qui chute le fait propulser aussi au lustre du plafond et tombe dans la cuvette de W.C. Cette fois, RJP est réellement humilié et subit impuissant aux moqueries du public et prises de photos à son égard. Igor félicite Toto pour de bon, ainsi que le public restant et l'acclame pour cet acte héroïque. Finalement, Toto ne retournera jamais en pension.
Le lendemain à l'école, Toto devine du premier coup le continent Américain sur la carte de géographie, la maîtresse le félicite et demande aux autres élèves qui a découvert l'Amérique. Igor, assis à côté de Toto, répondit que c'est le même Toto, ce dernier avoue à la maîtresse (dont cette dernière ne lui fait aucun reproche) qu'Igor est devenu son apprenti et meilleur ami, les rôles des deux élèves ont subitement été inversés, signifiant que Toto est devenu sérieux en classe et Igor est devenu le comique. Olive, pour se venger de Carole qui lui a volé Toto, coupe un cheveu d'Igor, lui avoue qu'elle est amoureuse de ce dernier et ne souhaite pas finir sa vie célibataire. Simultanément, l'institutrice avoue son erreur de s'être associée à RJP, alors que sa vraie intention était de le faire tomber pour ses magouilles, pour exprimer sa reconnaissance envers Toto qui lui a rendu ce service, elle lui dit qu'en fin de compte, elle ne regrette pas de rester son institutrice et Toto reçoit l'acclamation de toute la classe sans exception.

## Fiche technique
Sauf indication contraire, les informations mentionnées dans cette section peuvent être confirmées par les bases de données cinématographiques Allociné et Unifrance,  présentes dans la section « Liens externes ».
- Titre original : Les Blagues de Toto
- Réalisation : Pascal Bourdiaux
- Scénario : Mathias Gavarry, Gaël Leforestier, Julien Leimdorfer, d'après la bande dessinée de Thierry Coppée[1]
- Production : Clément Calvet, Jérémie Fajner, Christelle Henon, Lilian Eche
- Sociétés de production : Société nouvelle de distribution, Superprod, Bidibul Productions et Frakas Productions
- SOFICA : Cofimage 30
- Société de distribution : Société nouvelle de distribution (France), O'Brother Distribution (Belgique), TVA Films (Québec), Pathé Films AG (Suisse)
- Budget : 7,35 millions d'euros
- Pays d'origine :  France,  Luxembourg,  Belgique
- Langue originale : français
- Format : couleur
- Genre : comédie
- Durée : 84 minutes
- Dates de sortie :
  - Belgique, France et Suisse romande : 5 août 2020
  - Québec : 14 août 2020
- Classification : tous publics (France)

## Distribution
- Gavril Dartevelle : Toto[1]
- Guillaume de Tonquédec : Jérome[2]
- Anne Marivin : Sylvie[2]
- Ramzy Bédia : Roger Justin-Petit[2]
- Pauline Clément : Mlle Jolibois
- Jean-François Cayrey : Monsieur William
- Daniel Prévost : Pépé[2]
- Isabelle Candelier : Mme Péchoton, la directrice de l'école et maman d'Igor
- Laurent Bateau : Fabrice, le beau-père de Toto
- Barbara Bolotner : la surveillante de l'école
- Simon Faliu : Igor[1]
- Arsène Mosca : l'épicier
- Khalid Maadour : le papa de Yassine
- Céline Jorrion : la maman d'Olive
- Marc Robert : le concierge[1]
- Milhane Idiri : Yassine
- Thelma Deroche : Carole[1]
- Bérangère Siaud : Olive
- Loïc Legendre : Duvivier

## Production
Le site DHnet rapporte que le tournage a débuté le 30 juillet 2019 dans l'école communale de Seneffe. Selon une filiale de RTL 5 minutes, le film a été tourné en Belgique et au Luxembourg (grand-duché et province de Belgique), en coproduction entre des sociétés françaises, belge et luxembourgeois. Le journal STF rapporte le 29 août 2019, que le tournage s'est achevé.

## Accueil

### Sortie
Le film sort en partenariat avec OCS. Pour promouvoir le film, l'interprète de Toto, Gavril Dartevelle, fait une apparition dans une vidéo de la chaîne YouTube de Lévanah Solomon.

### Accueil critique
En France, le site Allociné propose une moyenne de 3,1⁄5 à partir de l'interprétation de 5 critiques de presse.
Pour le quotidien Le Parisien, Les Blagues de Toto de Pascal Bourdiaux s'enchaînent avec une efficacité redoutable dans cette comédie enlevée et bien écrite.
Pour le site abusdecine.com, « Le film est plutôt bien troussé, sans temps mort, il va droit au but en étant rythmé. Il est parfois très drôle et remplit parfaitement son contrat à l’adresse des enfants qui seront probablement très satisfaits ».

### Box-office
Malgré la pandémie de Covid-19, les films français s'accrochent et plusieurs productions nationales sont parvenues à dépasser le million d'entrées au box-office. Après Ducobu 3 (1 497 326 spectateurs) et 10 jours sans maman (1 177 479 spectateurs), c'est au tour des Blagues de Toto d'atteindre ce palier.
Plus de deux mois après sa sortie, le film de Pascal Bourdiaux a séduit 1 049 042 spectateurs. Il s'agit du premier long-métrage français à obtenir un tel résultat en salles depuis le mois de février.
Le film bat des records en ce qui concerne le nombre d'entrées par semaine en devenant le film ayant cumulé le plus d'entrées après ses 10 semaines d'exploitation.
| Pays ou région | Box-office                      | Date d'arrêt du box-office | Nombre de semaines |
| -------------- | ------------------------------- | -------------------------- | ------------------ |
| France         | 1 062 763 entrées               | 27 octobre 2020            | 12                 |
| Belgique       | 29 572 entrées                  | 27 octobre 2020            | 12                 |
| Suisse         | 18 348 entrées                  | 27 octobre 2020            | 12                 |
| Luxembourg     | 3 038 entrées                   | 27 octobre 2020            | 12                 |
| Total mondial  | 1 116 575 entrées - 8 859 185 $ | -                          | -                  |